# David Einhorn (Manager)
David M. Einhorn (* 20. November 1968) ist ein US-amerikanischer Hedgefonds-Manager und Hobby-Pokerspieler.

## Leben
Einhorn absolvierte bis 1987 die Nicolet High School in Glendale (Wisconsin). Er erhielt 1991 am College of Arts and Sciences der Cornell University den BA in Government mit der Auszeichnung summa cum laude. Einhorn war Mitglied der Studentenverbindung Sigma Alpha Epsilon an der Cornell University.
1996 gründete Einhorn den Hedgefonds Greenlight Capital, der über das darauffolgende Jahrzehnt 26 % Rendite jährlich erwirtschaftete. Sein Erfolg beruhte oftmals darauf, dass er auf den Absturz von Firmen wettete. An der Wall Street nannte man es „Einhorn-Effekt“, wenn Einhorn öffentlich machte, dass er gegen eine Aktie wettete, und daraufhin deren Kurs einbrach. Nachdem sein Fonds lange Zeit sehr erfolgreich war, machte er jedoch 2015 über 20 % Verlust sowie 2018 mehr als 34 % Verlust. Darauf gab er zu, dass Kunden erhebliche Summen abgezogen hätten. Einhorn ist Präsident von Greenlight Capital und Vorsitzender von Greenlight Capital Re, Ltd.

## Vermögen
Einhorn war mit einem Einkommen von ca. 200 Millionen US-Dollar die Nummer 18 auf der Forbes-Liste der bestbezahlten Hedgefonds-Manager der Welt (Stand: 2014).
Einhorn ist Milliardär. Auf der Forbes-Liste 2015 wurde sein Vermögen mit ca. 1,9 Milliarden US-Dollar angegeben. Damit belegte er Platz 1006 auf der Forbes-Liste der reichsten Menschen der Welt.

## Poker
Einhorn nahm mehrfach an der Poker-Weltmeisterschaft teil, die unter dem Namen World Series of Poker (WSOP) einmal jährlich am Las Vegas Strip ausgespielt wird. Beim Main Event belegte er im Jahr 2006 den 18. Platz, der ihm ein Preisgeld von rund 660.000 US-Dollar einbrachte. Auch 2014 erreichte Einhorn beim Main Event die Geldränge. Bei der WSOP 2012 spielte er das Big One for One Drop mit einem Buy-in von einer Million US-Dollar. Dort belegte Einhorn den dritten Platz und erhielt ein Preisgeld von mehr als 4,3 Millionen US-Dollar. Auch bei den weiteren Austragungen dieses Turniers 2014, 2018, 2023 am Las Vegas Strip sowie 2016 in Monte-Carlo gehörte Einhorn zum Teilnehmerfeld, erreichte dort jedoch ebenso wenig wie beim 300.000 US-Dollar teuren Super High Roller Bowl 2016, 2017 und 2021 im Aria Resort & Casino die Geldränge.
Insgesamt hat sich Einhorn mit Poker bei Live-Turnieren mehr als 5 Millionen US-Dollar erspielt.